# Voice of A&G 超ラジ!AM
Voice of A&G 超ラジ!AM（ボイス・オブ・エーアンドジー ちょうラジ エーエム）は、2007年4月8日から2007年9月30日まで文化放送で放送されていたアニラジ番組である。地上デジタルラジオ実用化試験の、文化放送における宣伝広報番組としての役割を担った。

## 概要
2007年3月12日より地上デジタルラジオのUNIQue the RADIO（開始当初はDigiQ+N 93。後に超!A&G+へ移動）において放送が開始された「Voice of A&G Digital 超ラジ!」および「超ラジ!Rookie」の宣伝番組であり、パーソナリティは「超ラジ!」水曜担当の飯塚雅弓と、金曜担当の鷲崎健が務めた。
収録内容を編集しない完パケ撮り、提供スポンサーがないためにCMが一切入らないことが特徴である。放送開始当初は特に決められたコーナーは無く、30分以内にある目的を設定し、2人で達成しようとするスタイルだった。番組の構成作家は「超ラジ!」担当の作家が持ち回りで担当した。7月8日の放送から、本来の趣旨である宣伝番組としてリニューアルされ、9月8日から10月6日まで超!A&G+でも放送された。なお、「超ラジ!」の宣伝番組は「アニスパ!」内のミニ番組「喜多村英梨の超ラジ!+」および「超ラジ!Girls」の関連番組に引き継がれた。

## 放送時間
- 文化放送 日曜日 25:00 - 25:30
- 超!A&G+（地上デジタル音声放送実用化試験 東京地区9302ch）土曜 20:00 - 20:30（リピート放送 日曜 10:00 - 10:30）

超!A&G+は、文化放送から6日遅れの放送（リピート放送は7日）。

## 出演者
- 鷲崎健（ミュージシャン）
- 飯塚雅弓（声優）

なお、両者ともこの番組の後番組であった「智一・美樹のラジオビッグバン」によくゲストとして出演していた。